# John Harwood (relojero)
John Harwood (1893-1964) fue un relojero británico, inventor del reloj de pulsera automático.

## Primeros años
Harwood nació en Bolton (Lancashire). Durante la Primera Guerra Mundial, con el rango de sargento armero, intervino en el desarrollo de una pistola ametralladora y de un destornillador mecánico, cuya punta giraba al apretarla contra la cabeza del tornillo.

## Carrera
Después de la guerra comenzó su aprendizaje en el mundo de la relojería en la empresa Hirst Brothers and Co de Oldham. En 1922 se trasladó a la isla de Man para montar su propio negocio de reparación de relojes.

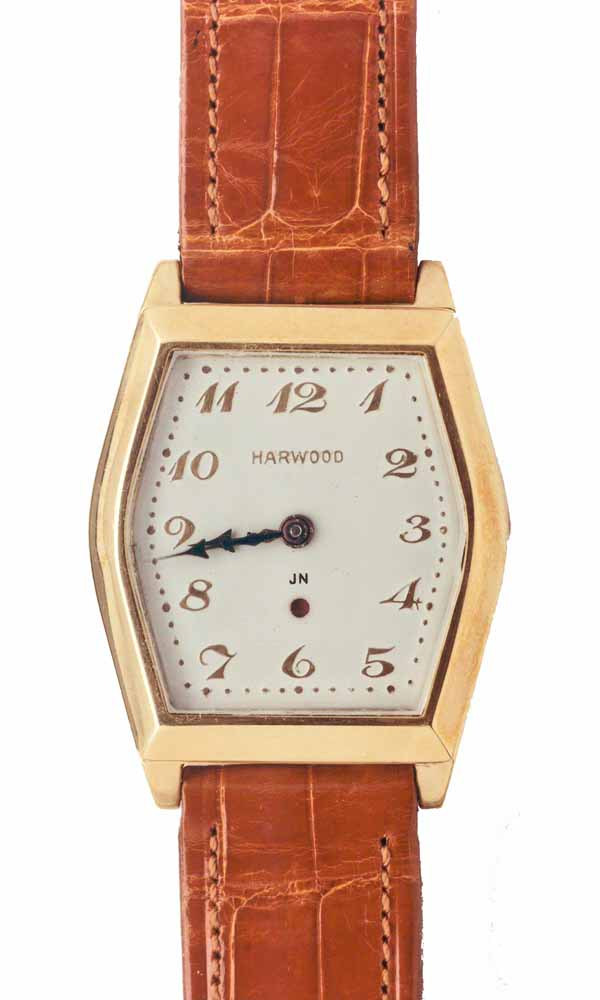
Reloj automático Harwood

En 1923, con el apoyo de un empresario local, desarrolló un reloj de pulsera automático y solicitó una patente en Suiza, que le fue concedido en septiembre de 1924. Su diseño garantizaba que el reloj pudiera sellarse herméticamente contra la entrada de agua o polvo. Las manecillas podían reajustarse mediante un bisel giratorio. Después de cuatro años, con el apoyo financiero de los hermanos Louis y Philip Alexander de Mánchester, convenció a los fabricantes suizos de relojes Anton Schild S.A. y Walter Vogt de Fortis para que fabricaran su diseño. Blancpain también los fabricó bajo licencia en 1928 para venderlos en Francia y la Perpetual Self-Winding Watch Company los fabricó para venderlos en América del Norte. Los relojes se mostraron por primera vez en la Feria de Basilea en 1926. El propio Harwood fundó la Harwood Self-Winding Watch Company en 1928 para comercializar los relojes en el Reino Unido, pero la empresa quebró en septiembre de 1931, al no tener suficientes recursos financieros para soportar los efectos de la Gran Depresión. Los relojes también resultaron difíciles de producir en masa y muy delicados en su uso.

## Premios y distinciones
En 1957 fue galardonado con la Medalla de Oro del Instituto Horológico Británico.

## Familia
John Harwood tuvo un hijo, John (fallecido el 13 de agosto de 2019), que siguió la carrera de su padre y se convirtió también en relojero, inicialmente en Harrow, Middlesex, antes de mudarse a Dunster, Somerset, donde mantuvo una tienda durante muchos años.